# Franco Pucci
Franco Pucci (Roma, 20 giugno 1920 – Roma, 3 aprile 2007) è stato un attore italiano attivo in campo teatrale, radiofonico, cinematografico e televisivo.

## Biografia
Allievo dell'Accademia nazionale d'arte drammatica alla fine degli anni trenta, operò nel Teatro di rivista accanto a Wanda Osiris, Riccardo Billi, Mario Riva e Nino Taranto. Alla radio iniziò dal 1946 come imitatore, quindi iniziò a scrivere testi,
intervenendo con la sua inconfondibile voce, per famose trasmissioni come La Bisarca (1948-1951), Rosso e nero, Sorella Radio (1951-1977) con Maria Luisa Boncompagni, Silvio Gigli e Isa Di Marzio, fino a Gran varietà (1966-1979) e Più di così... con Bice Valori e Paolo Panelli (1977). Ebbe un lungo sodalizio con autori come Antonio Amurri e Dino Verde. Molto scarsa la sua attività sul grande schermo. Il ruolo per cui viene meglio ricordato è quello del medico in 47 morto che parla, al fianco di Totò. In televisione fu tra gli interpreti di un lavoro di prosa, Il colpo gobbo (1962), scritto da Mario Soldati e diretto da Daniele D'Anza. È deceduto il 3 aprile 2007, all'età di 86 anni.

## Filmografia
- I dieci comandamenti, regia di Giorgio Walter Chili (1945)
- 47 morto che parla, regia di Carlo Ludovico Bragaglia (1950)
- Il microfono è vostro, regia di Giuseppe Bennati (1951)
- Verginità, regia di Leonardo De Mitri (1951)
- Motivo in maschera, regia di Stefano Canzio (1955)

## Prosa radiofonica Rai
- Madame Curie, radiodramma di Turi Vasile e Alberto Perrini, regia di Nino Meloni, trasmessa il 17 novembre 1947
- Post mortem, di Noël Coward, regia di Anton Giulio Majano, trasmessa il 17 maggio 1948.
- Sette piani, commedia di Raffaele La Capria, da Dino Buzzati, regia di Guglielmo Morandi, trasmessa il 28 maggio 1948.
- Il gatto con gli stivali, di Ludwig Tieck, riduzione radiofonica di Guglielmo Morandi, trasmessa il 26 luglio 1948.

## Prosa televisiva Rai
- Il colpo gobbo di Mario Soldati, regia di Daniele D'Anza, trasmessa il 28 gennaio 1962.